# Lažna vojna
Lažna vojna je bilo osemmesečno obdobje na začetku druge svetovne vojne, med katerim je bila na Zahodni fronti izvedena le ena vojaška kopenska operacija, ko so francoske čete napadle nemško okrožje Saar. Nacistična Nemčija je 1. septembra 1939 izvedla vojaški napad na Poljsko. Obdobje lažne vojne se je začelo z razglasitvijo vojne Združenega kraljestva in Francije proti nacistični Nemčiji 3. septembra 1939, po kateri je bilo izvedenih izredno malo vojaških spopadov. Obdobje lažne vojne se je končalo z nemško invazijo na Francijo in države Beneluksa 10. maja 1940. Čeprav je bila akcija izvedena brez obsežne vojaške akcije s strani Velike Britanije in Francije, so kljub temu izvedli nekaj gospodarskih sankcij, zlasti pomorsko blokado. Naredili so številne načrte za več obsežnih operacij, namenjenih obrambi pred nemškimi vojnimi napadi. To je vključevalo odprtje angleško-francoske fronte na Balkanu, nemško invazijo na Norveško, da bi prevzeli nadzor nad glavnim nemškim virom železove rude, in napad na Sovjetsko zvezo, da bi prekinili njeno dobavo nafte Nemčiji. Do aprila 1940 se je samostojna vojaška izvedba norveškega načrta štela za neustrezno za zaustavitev nemške ofenzive.
Obdobje lažne vojne je prekinilo nekaj zavezniških vojaških dejanj. V saarski ofenzivi septembra 1939 so Francozi napadli Nemčijo z namenom, da bi pomagali Poljski, a se v nekaj dneh načrti niso uresničili, kot bi se morali, in so se zato umaknili. Novembra so Sovjeti v zimski vojni napadli Finsko, kar je povzročilo veliko razprav v Franciji in Veliki Britaniji o ofenzivi za pomoč Finski, vendar so bile sile, ki so bile končno zbrane za to kampanjo, zaustavljene do konca marca, ko so načrte zanjo povsem ovrgli. Zavezniške razprave o skandinavski kampanji so povzročile zaskrbljenost v Nemčiji in povzročile nemško invazijo na Dansko in Norveško aprila 1940, zavezniške enote, ki so bile prej zbrane za pomoč Finski, pa so bile namesto tega preusmerjene na Norveško. Boji so se tam nadaljevali vse do junija, ko so se zavezniki umaknili in prepustili Norveško v nemške roke kot odgovor na nemško invazijo na Francijo.  
Na strani sil osi so Nemci jeseni in pozimi 1939 izvedli napade na morju proti britanskim letalonosilkam in rušilcem, pri čemer so potopili več plovil, vključno z nosilko HMS Courageous, na kateri je v napadu umrlo 519 ljudi. Spopadi v zraku so se začeli 16. oktobra 1939, ko je Luftwaffe izvedla zračne napade na britanske vojne ladje. Na obeh straneh so bili izvedeni različni manjši bombni napadi in izvidniški leti. 